# 豹灰蝶
豹灰蝶（学名：Castalius rosimon）是灰蝶科的一种小型蝴蝶。

## 描述

### 雄性
翅面的主要是白色。前翅有肋脉，翅顶和末端，边缘为黑色，翅顶和末端的黑色边缘更宽一些。
底面主要为白色。

### 雌性

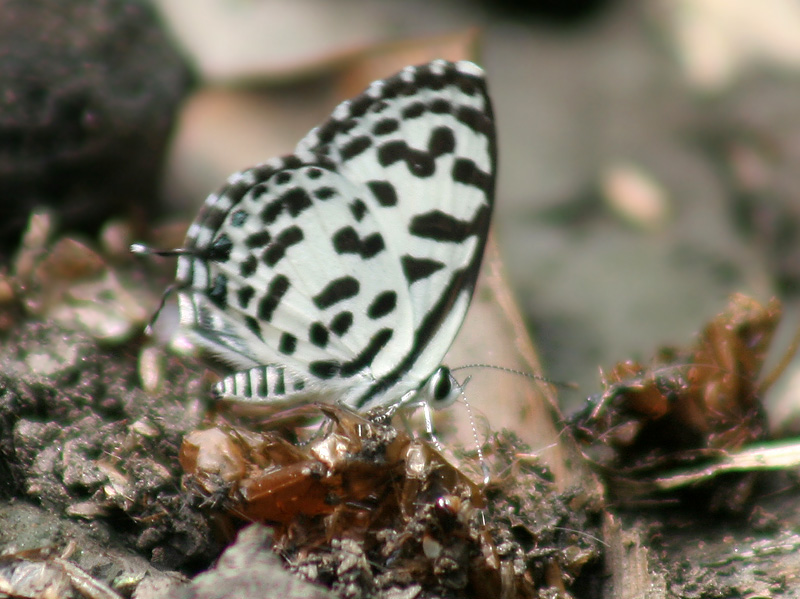
分布于印度加尔各答的雌性豹灰蝶.

雌性与雄性类似，只是翅面和底面的黑点更宽一些。

### 毛虫
毛虫以枣树为食，表面粗糙。通常是潮虫的乡台，肛门部位扁平。颜色是明亮的绿色，有黄色的双线，两侧有小黄点。

### 蛹
蛹为豹灰蝶属常见的形态，狭长且轻微扁平。光泽明亮，犹如上胶。颜色多种，有时为黑色，有的为绿色，上边有黑色斑纹。

## 分布
豹灰蝶分布在斯里兰卡、印度、缅甸、印尼群岛等国家。